# Merganetta armata
L'anatra di torrente (Merganetta armata Gould, 1842) è un'anatra appartenente alla tribù dei Tadornini. È l'unica specie del genere Merganetta.

## Distribuzione e habitat
Si ritrova in Sudamerica in Argentina, Bolivia, Cile, Colombia, Ecuador, Perù e Venezuela.
Il suo habitat preferito sono i torrenti della catena andina dal livello del mare sino a 4.500 m di altitudine.

## Alimentazione
Si nutre di larve di tricotteri, lumache e piccoli pesci.

## Tassonomia
Sono note le seguenti sottospecie:
- M. a. armata Gould, 1842 - diffusa in Argentina e Cile
- M. a. colombiana Des Murs, 1845 - diffusa in Venezuela, Colombia e Ecuador
- M. a. leucogenis (Tschudi, 1843) - diffusa in Peru
- M. a. turneri P.L.Sclater & Salvin, 1869 - diffusa in Peru e Cile
- M. a. garleppi Berlepsch, 1894 - diffusa in Bolivia
- M. a. berlepschi Hartert, 1909 - diffusa in Bolivia e Argentina